# 모르텐 키르크스코우

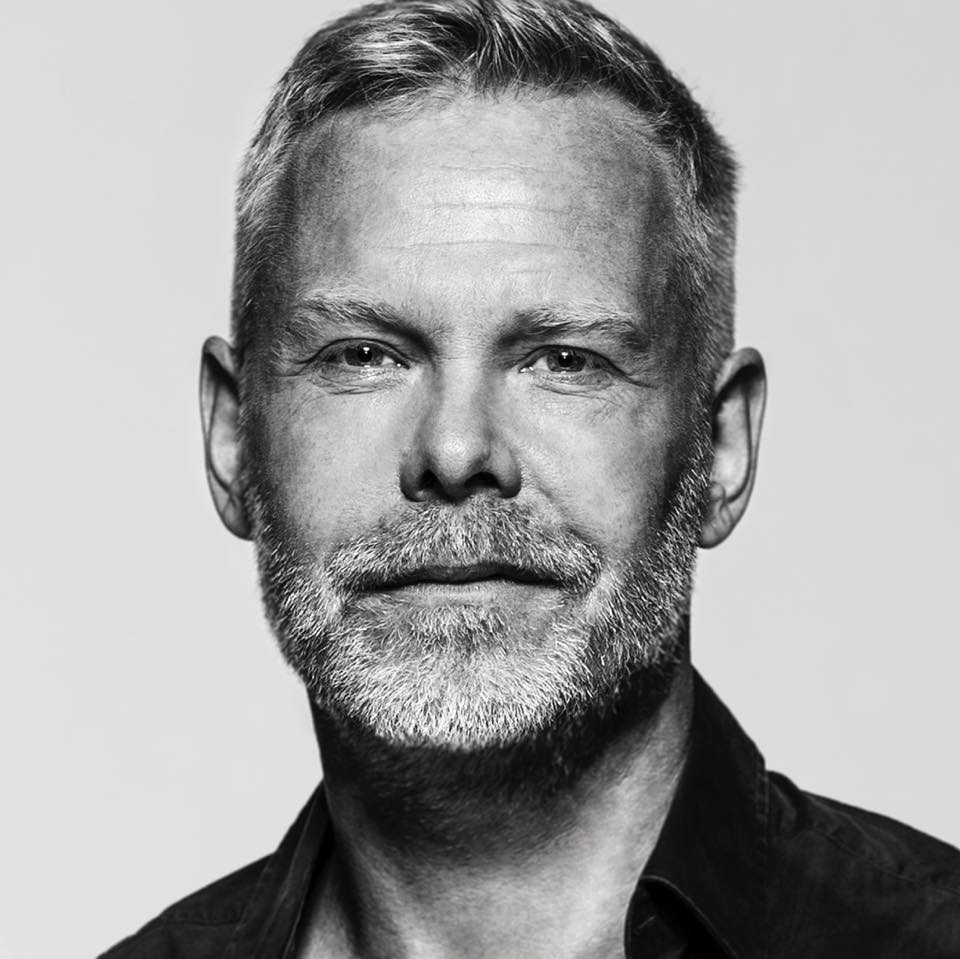

모르텐 키르크스코우(덴마크어: Morten Kirkskov, 1963년 3월 28일 ~ )는 덴마크의 배우, 작가이다.

## 영화
- 워크 위드 미 (2016년)
- 로사 모레나 (2010년)
- 데이지 다이아몬드 (2007년)
- 브라더스 (2004년)
- 쉐이크 잇 올 어바웃 (2001년)